# برقشة (علم الأنسجة)

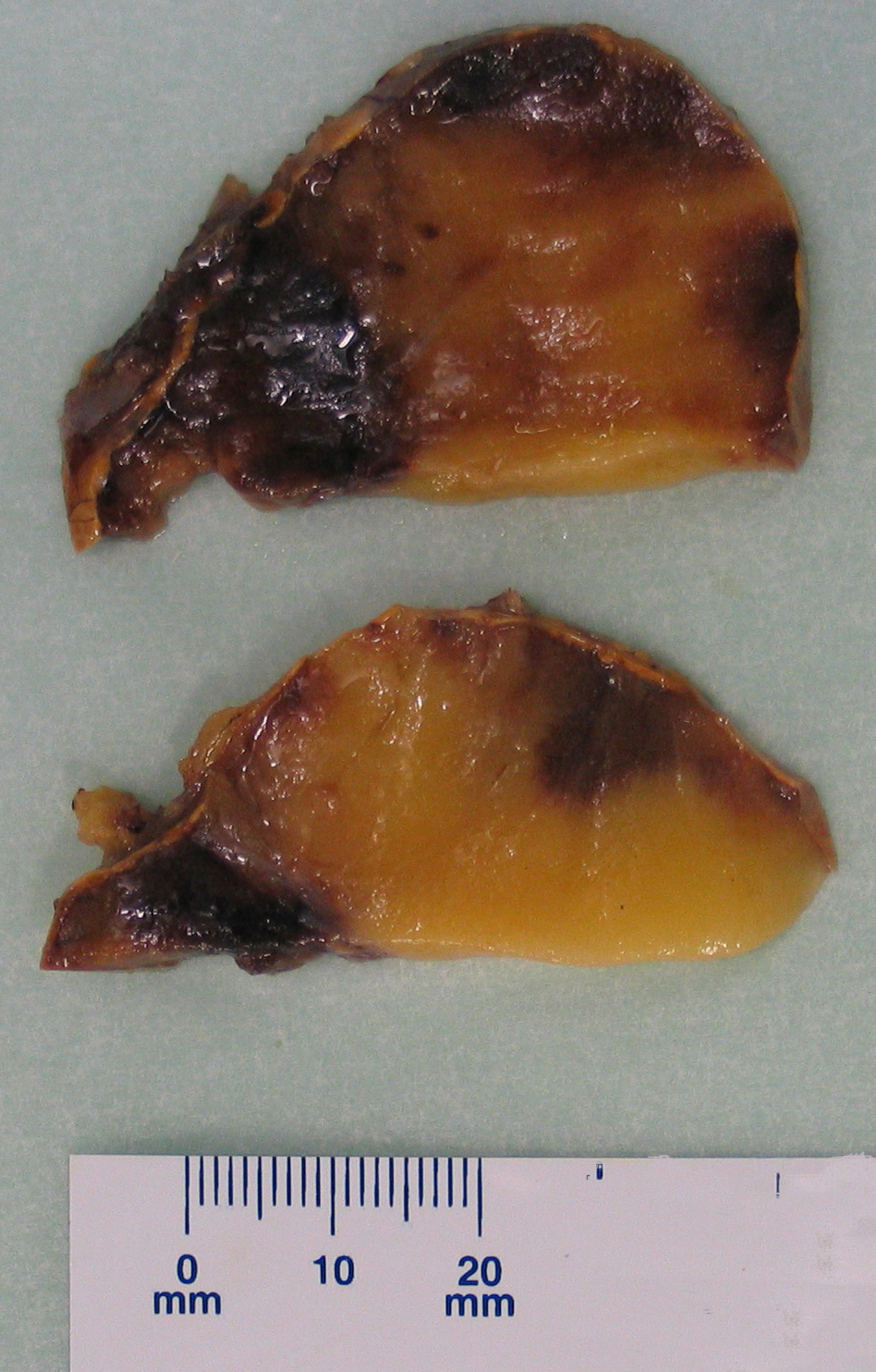
يظهر السطح المقطوع للورم الشحمي الكظري تغيرًا في اللون من الأصفر إلى الأحمر إلى البني اعتمادًا على توزيع الدهون والدم والعناصر النخاعية.

في علم الأنسجة البرقشة (بالإنجليزية: Variegation)‏ هي خاصية وجود علامات منفصلة بألوان مختلفة.